# NGC 1576
NGC 1576 is een elliptisch sterrenstelsel in het sterrenbeeld Eridanus. Het hemelobject werd op 28 november 1786 ontdekt door de Duits-Britse astronoom William Herschel.

## Synoniemen
- PGC 15089
- MCG -1-12-7